# カッティング・エッジ (映画)
『カッティング・エッジ』（Floundering）は1994年のアメリカ映画。監督は映画プロデューサーのピーター・マッカーシー。『ドラッグストア・カウボーイ』のジェームズ・レグロス主演。

## ストーリー
ロサンゼルスの片隅で暮らすジョンは、失業保険で生活する怠惰な日々を送っていた。
彼をとりまく状況は日々最悪のものとなっていく。
恋人のジェシカは誰とでも寝る女性で、弟のジミーは薬漬け。
ある日、ジミーをドラッグの厚生施設に入れようとするが、失業保険が凍結されてしまう。
さらに給付金の変換を迫られた上に、銀行口座も凍結されてしまい、ジョンは八方塞がりになる。
薬に走ったジョンは幻覚を見たり、自殺願望が芽生え始める。
正気を失い始めたジョンは、以前から想いを寄せていた女性エルを誘拐してしまう。
ところが、エルも自分に想いを寄せていたことを知る。
また、一度は借金の嘆願を断っていたかつての恩師からお金が届き、ジョンの人生は好転し始める。
以前から人の役に立ちたいという思いがあったジョンは、ホームレスの一家に自分の家をプレゼントする。
そして、生き方を変えることを決意したジョンは、エルの元へ車を走らせる。(了)

## キャスト
※括弧内は日本語吹替（VHS版）。
- ジョン：ジェームズ・レグロス
- ジェシカ：リサ・ゼイン
- ジミー：イーサン・ホーク（家中宏）
- エル：マリッサ・リヴェラ
- ネッド：スティーヴ・ブシェミ
- JC：ジョン・キューザック
- 銃砲店の店員：ビリー・ボブ・ソーントン
- ホームレスの男：ヴィゴ・モーテンセン
- ホームレスの息子：ヘンリー・モーテンセン
- ホームレスの妻：エクシーン・セルベンカ
- カメラマン：アレックス・コックス
- 警察所長：ネルソン・ライアン

## その他
- 日本では劇場未公開で、ビデオがブロードウェイから1997年10月22日発売されている。DVDは未発売（2015年1月現在）。
- 映画の冒頭で、1992年のロサンゼルス暴動の描写がある[2]。
- 登場シーンは後半のごく一部であるが、ヴィゴ・モーテンセン演じるホームレス一家は、当時の実際のヴィゴの家族が出演している[3]。